# Санкт Гоар
Санкт Гоар (њем. Sankt Goar) град је у њемачкој савезној држави Рајна-Палатинат. Једно је од 134 општинска средишта округа Рајн-Хунсрик. Према процјени из 2010. у граду је живјело 2.830 становника. Посједује регионалну шифру (AGS) 7140133.

## Географски и демографски подаци
Санкт Гоар се налази у савезној држави Рајна-Палатинат у округу Рајн-Хунсрик. Град се налази на надморској висини од 74 метра. Површина општине износи 22,9 km². У самом граду је, према процјени из 2010. године, живјело 2.830 становника. Просјечна густина становништва износи 123 становника/km².

## Међународна сарадња
| Мјесто           | Држава    | Врста сарадње | Од    |
| ---------------- | --------- | ------------- | ----- |
| Шатијон ан Базоа | Француска | партнерство   | 1973. |
| Извор            |           |               |       |